# Hommell
Hommell é uma empresa francesa fabricante de automóveis desportivos.

## História
A empresa Hommell iniciou suas atividades em 1990, idealizada por Michel Hommell comprador da revista francesa especializada em automóveis desportivos (português europeu) ou esportivos (português brasileiro) Échappement. A companhia está baseada em Lohéac, próximo a Rennes, Bretanha.
O primeiro protótipo da marca foi apresentado no Salão do Automóvel de Paris 1990, e foi bem recebido pelo público, encorajando a sua produção. No Salão do Automóvel de Genebra 1994 foi apresentado uma outra versão da marca, um modelo de dois lugares com motor central Peugeot de 2.0l e seis marchas, montado em um chassis tubular de aço com suspensão independente. Em 1998 foram anunciados o Barquette e o Berlinette RS com motores Citroën.